# 1844 w muzyce
Wydarzenia muzyczne w 1844 roku.

## Wydarzenia
- 18 stycznia – w neapolitańskim Teatro San Carlo miała miejsce premiera opery Caterina Cornaro Gaetana Donizettiego[1][2]
- 3 lutego – w paryskiej Salle Herz miała miejsce premiera uwertury „Le carnaval Romain” oraz ballady „Hélène” Hectora Berlioza[1][2]
- 10 lutego – w paryskiej Salle Favart II miała miejsce premiera opery Cagliostro Adolphe’a Adama[1][2]
- 9 marca
  - w londyńskim Her Majesty’s Theatre odbyła się premiera baletu Esmeralda z muzyką Cesare Pugniego
  - w weneckim Teatro La Fenice miała miejsce premiera opery Ernani Giuseppe Verdiego[1][2]
- 11 marca – w turyńskim Palazzo Carignano miała miejsce premiera kantaty „Santo Genio dell’Italia terra” Gioacchina Rossiniego[1][2]
- 23 marca – w Operze paryskiej odbyła się premiera opery Le lazzarone, ou Le bien vient en dormant Fromentala Halévy’ego[1][2]
- 29 kwietnia – w paryskiej Salle Érard miała miejsce premiera „Nocturne” op.22, „Saltarelle” op.23, „Alleluia” op.25 oraz „Air de balet” op.24/2 Valentina Alkana[1][2]
- 25 czerwca – w Londynie odbyła się premiera „Variations in B Flat” op.83a Felixa Mendelssohna[1][2]
- 22 lipca – w drezdeńskim Palais im Großen Garten miała miejsce premiera „Overture to Faust” WWV 59 Richarda Wagnera[1][2]
- 12 sierpnia – w Pillnitz pod Dreznem odbyła się premiera „Gruss seiner Treuen an Friedrich August den Geliebten” WWV 71 Richarda Wagnera[1][2]
- 2 września – w Berlinie odbyła się premiera „Denn er hat seinen Engeln befohlen über dir” Felixa Mendelssohna[1][2]
- 7 października – w paryskiej Salle Le Peletier miała miejsce premiera opery Richard en Palestine Adolphe’a Adama[1][2]
- 15 października – w Hietzing pod Wiedniem, w Dommayer’s Casino miała miejsce premiera „Sinngedichte” op.1, „Gunst-Werber Waltz” op.4, „Debut Quadrille”, op.2 i „Herzenslust Polka” op.3 Johanna Straussa (syna)[1][2]
- 3 listopada – w rzymskim Teatro Argentina miała miejsce premiera opery Dwaj Foskariusze Giuseppe Verdiego[1][2]
- 19 listopada – w Hietzing w Dommayer’s Casino miała miejsce premiera „Serail-Tänze” op.5 oraz „Cytheren-Quadrille” op.6 Johanna Straussa (syna)[1][2]
- 20 listopada – w paryskiej Salle Troupenas miała miejsce premiera „Trois choeurs religieux” Gioacchina Rossiniego[1][2]
- 7 grudnia – w berlińskiej Berlin Court Opera House miała miejsce premiera opery Ein Feldlager in Schlesien Giacoma Meyerbeera[1][2]

## Urodzili się
- 21 lutego – Charles-Marie Widor, francuski organista, kompozytor i nauczyciel akademicki (zm. 1937)
- 22 lutego – Kazimierz Julian Kratzer, polski kompozytor (zm. 1890)
- 10 marca – Pablo Sarasate, hiszpański skrzypek i kompozytor (zm. 1908)
- 23 marca – Eugène Gigout, francuski organista i kompozytor muzyki organowej (zm. 1925)
- 18 marca – Nikołaj Rimski-Korsakow, rosyjski kompozytor (zm. 1908)
- 31 marca – Jarosław Zieliński, amerykański pianista, kompozytor i krytyk muzyczny pochodzenia polskiego (zm. 1922)
- 12 kwietnia – Franz Kullak, niemiecki pianista i pedagog (zm. 1913)
- 13 kwietnia – Jan Hřímalý, czeski skrzypek i pedagog (zm. 1915)
- 30 maja – Louis Varney, francuski kompozytor (zm. 1908)
- 3 czerwca – Émile Paladilhe, francuski kompozytor (zm. 1926)
- 5 lipca – Juliusz Stattler, polski kompozytor, pedagog i krytyk muzyczny (zm. 1901)
- 28 września – Michał Hertz, polski kompozytor, dyrygent i pianista (zm. 1918)
- 5 grudnia – Frederick Bridge, angielski organista, kompozytor i pedagog (zm. 1924)

Data dzienna nieznana
- Adelina Murio-Celli d’Elpeux, polska śpiewaczka operowa, nauczycielka muzyki i kompozytorka (zm. 1900)

## Zmarli
- 6 kwietnia – Francis Johnson, afroamerykański muzyk, kompozytor i pedagog (ur. 1792)
- 22 kwietnia – Henri-Montan Berton, francuski kompozytor i pedagog (ur. 1767)
- 13 lipca – Johann Gänsbacher, austriacki kompozytor (ur. 1778)
- 29 lipca – Franz Xaver Wolfgang Mozart, austriacki kompozytor i pianista (ur. 1791)
- 4 września – Oliver Holden, amerykański kompozytor (ur. 1765)
- 9 listopada – Felicitas Blangini-Klenze, włoska śpiewaczka (ur. 1794)
- 10 grudnia – Franz Seraph von Destouches, niemiecki kompozytor, dyrygent i pianista (ur. 1772)

Data dzienna nieznana
- Józef Deszczyński, polski kompozytor i kapelmistrz (ur. 1774)